# Neosilba dimidiata
Neosilba dimidiata är en tvåvingeart som först beskrevs av Charles Howard Curran 1932.  Neosilba dimidiata ingår i släktet Neosilba och familjen stjärtflugor. Inga underarter finns listade i Catalogue of Life.